# Ронон Декс
Ронон Декс (якого грає актор Джейсон Момоа) — вигаданий персонаж у науково-фантастичному телевізійному серіалі Зоряна брама: Атлантида. Він з'являється у серіалі під час другого сезону і замінює у команді лейтенанта Форда після його втечі з міста.
Він є сатедянином з галактики Пегас, який був Бігуном від рейфів останні сім років. До його взяття в полон рейфами, Ронон був членом військових сил Сатеди зі званням фахівця. Він вперше зустрівся з землянами у 2005 коли він взяв у полон підполковника Джона Шеппарда і Тейлу Еммаган. Він запропонував їм угоду: якщо доктор Беккет зможе вилучити з його спини маяк встановлений рейфами, то він допоможе їм зловити лейтенанта Форда.
Доктору Беккетту вдалося витягти пристрій, але напад рейфів не дав команді зловити Форда. Ронон потім повернувся з землянами у Атлантіс. Коли земляни послали робота-аналізатора на його планету, то Ронон дізнався що його цивілізація була знищена. Після чого, він вирішив залишитися в Атлантиді і допомогти атлантійцям у боротьбі з рейфами.
У нього є унікальна зброя — вдалий прототип пістолета космічних циган, що має два режими роботи — оглушення та плазма, як у Зоряних Війнах. Де він його надибав — невідомо. У відмінності від зброї ромалов, заряд в ньому не закінчується. Родні МакКею він його не віддав, бо вічний двигун не для його розуму. Деякі люди вважають, що це технологія Прародича, якого невідомо як занесло до циган. Дизайн та функціонал вони скопіювали, але джерело енергії — ні.
Також він майстер рукопашного бою та холодної зброї. Ховає до 15 одиниць холодної зброї у одежі та волоссі.